# Chevalier de Pas
Chevalier de Pas foi o primeiro heterónimo do escritor e poeta português Fernando Pessoa.  
Surgiu em 1894, quando Pessoa tinha apenas seis anos de idade. Nessa época a sua vida andava conturbada, já que em 13 de Julho de 1893 perdera o pai e um ano depois seu irmão de apenas um ano de idade. Vê-se em Chevalier de Pas a tentativa de Pessoa de preencher o vazio da ausência do pai.